# Eugène Lücker

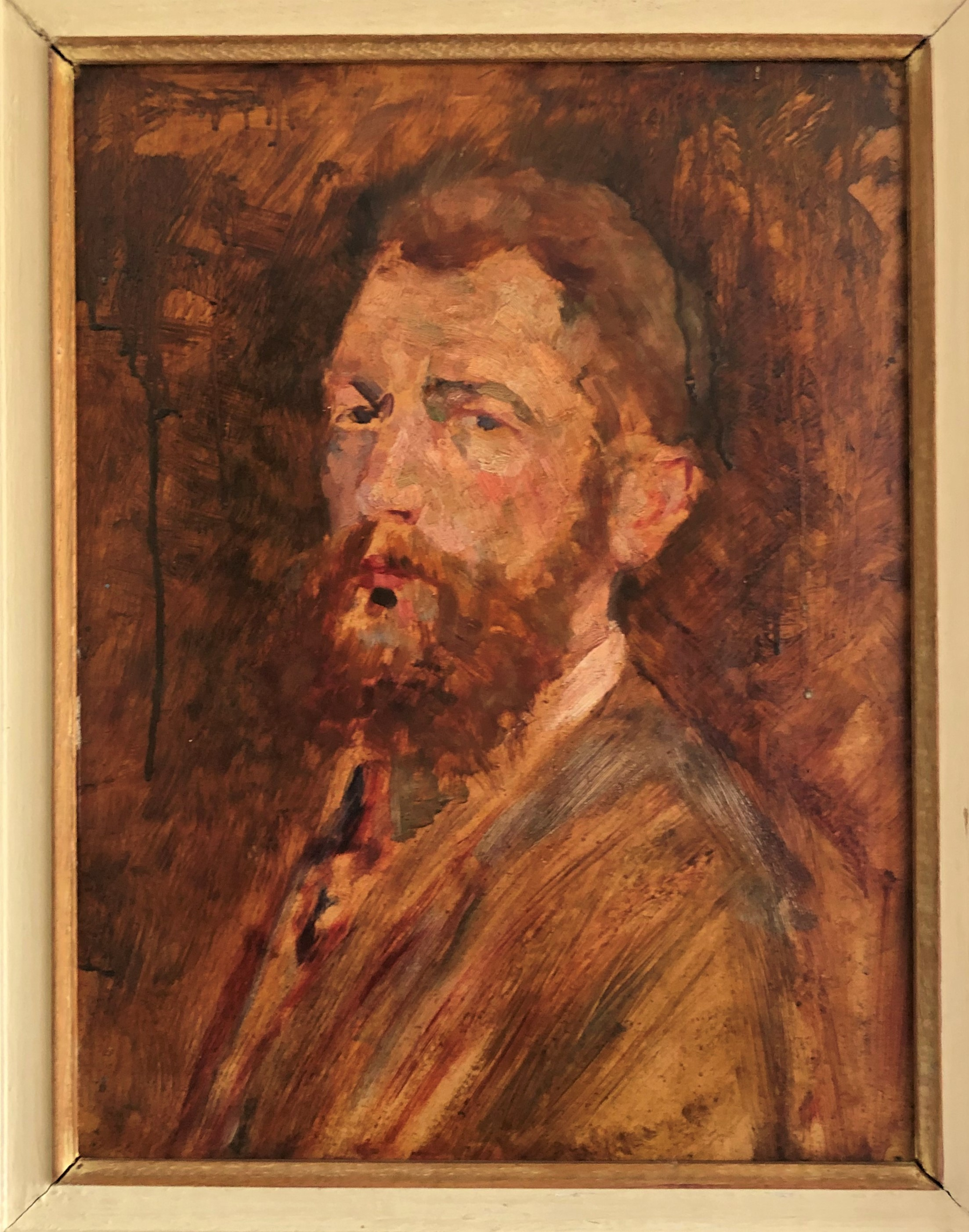
Zelfportret Eugène Lücker

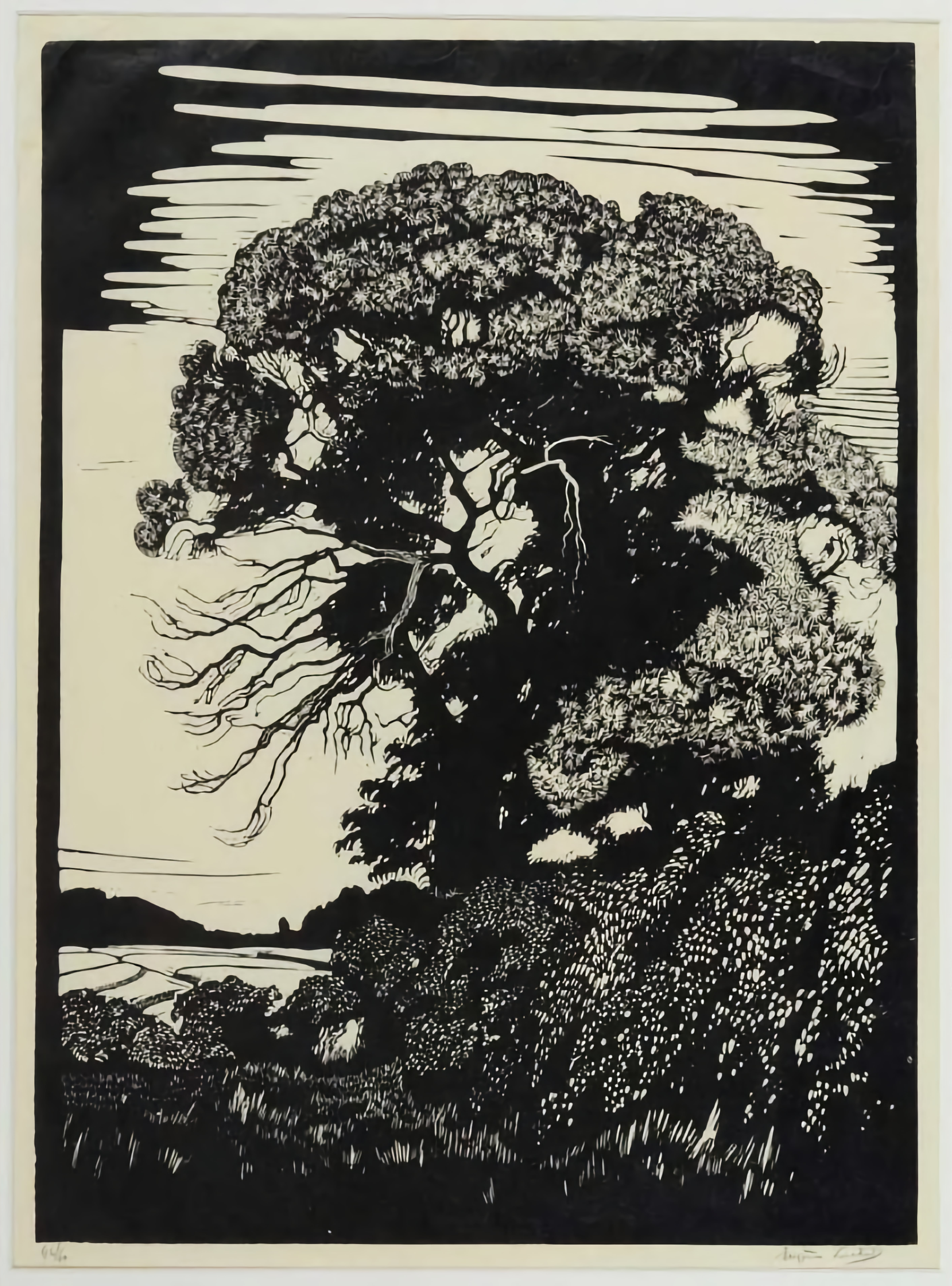
Houtsnede van Eugène Lücker, De Boom van Lücker

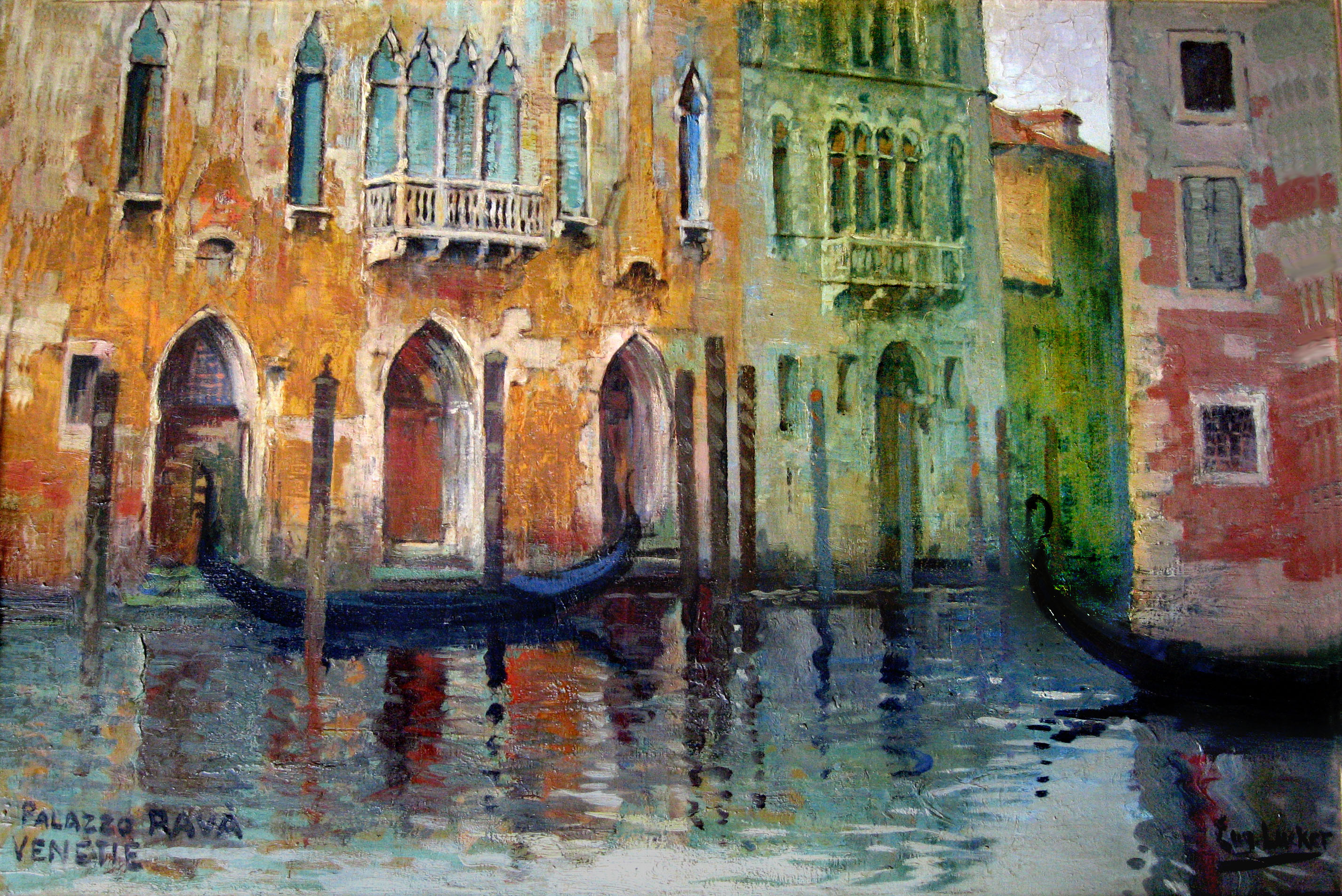
Eugène Lücker in Italië, Palazzo Ravà, Venetië, Olieverf

Eugène Joseph Frans Lücker (Roermond, 9 juli 1876 – Nijmegen, 30 mei 1943), was een Nederlands kunstschilder en etser.  Hij maakte ook talloze pastels en aquarellen, en experimenteerde met kleuretsen.

## Beknopte biografie
Eugène Joseph Frans Lücker werd op 9 juli 1876 geboren in Roermond en was de oudste zoon in het gezin met acht kinderen van Peter Joseph Lücker en Juliana Merbecks. Zowel zijn vader als zijn grootvader Joseph Lücker werkten in Roermond op het atelier van de architect Pierre Cuypers.
Zijn grootvader, een bekend schilder die in 1849 van Krefeld-Linn naar Roermond verhuisde, inspireerde hem om kunstenaar te worden en de jonge Eugène krijgt als tienjarige bij hem zijn eerste opleiding. Zijn ouders stuurden hem echter in 1889 naar  Rolduc om onderwijzer te worden. Toch schreef Lücker zich tussen 1895 en 1899 in op de Teekenschool. Na het verkrijgen van zijn tekenakten volgde hij in 1901 nog studies aan de academie van Antwerpen en Amsterdam, tot hij in 1903 als tekenleraar werd aangesteld aan het Nijmeegse Canisius College. Hij zal daar tot 1937 in dienst blijven. Hij werd al snel een centrale figuur in het culturele leven van Nijmegen. Zo onderhield hij onder meer contacten met de stadsarchitect Jan Jacob Weve, de gebroeders Henri en Oscar Leeuw, filmmaker Joris Ivens en kunstschilder Jan Toorop, die ook in Nijmegen woonde.  
In 1904 trouwde hij met Anna Maria Kerkchoffs (1878-1953). Uit dit huwelijk werden drie dochters
en twee zoons geboren. Een van de dochters, Genia van der Grinten-Lücker, zal opgeleid worden tot grafisch ontwerper op de Koninklijke school voor Kunst, Techniek en Ambacht, te ‘s-Hertogenbosch. 
Na de Eerste Wereldoorlog, toen de grenzen open gingen, maakte Lücker tijdens de zomervakanties grote reizen naar België, Duitsland, Frankrijk, Italië, Spanje en Zwitserland. 
In 1922 ontwierp hij vlak bij zijn school zijn eigen huis, de ‘Veldhof’. Dit huis aan de Ubbergseveldweg kreeg in 1993 een gedenksteen ter nagedachtenis aan Lücker. In dat jaar werd er ook een straat naar hem vernoemd, de Eugène Lückerstraat, in de wijk Hunnerberg. De 130 jaar oude tamme kastanje in zijn buurt wist hij samen met Jonkheer Van der Goes van Naters te redden van de kap. Hiertoe ontwierp Lücker een prent van de boom, ter verloting, waardoor de grond waarop de boom stond, gekocht kon worden door de "Nijmeegsche Vereeniging voor Natuurschoon". In 1996 was de boom niet meer te redden en werd op de plek een nieuwe tamme kastanje geplant. Beeldend kunstenaar Diane Dyckhoff ontwierp een kunstwerk om de jonge boom.  
Lücker bleef tot aan zijn dood actief, maakte schilderijen, etsen en pastels. Tijdens de grote overzichtstentoonstelling, in galerie Pollman in het centrum van Nijmegen, één jaar na zijn dood in 1943, zijn ruim 40 van zijn schilderijen verloren gegaan door het bombardement van 22 februari 1944. Tijdens de bevrijding van Nijmegen is zijn veldatelier in vlammen opgegaan, waardoor een groot deel van zijn documentatie is verbrand. Het dateren en plaatsen van zijn werk is daardoor moeilijk en af en toe duiken er nog onbekende werken van hem op. 
Vanaf 1907 exposeerde Lücker regelmatig, zowel in groeps- als in solo-tentoonstellingen.

## Werk
Lücker werkte veel buiten, en maakte aanvankelijk schilderijen, aquarellen en pastels in de luministische stijl. Het zijn warme, kleurrijke landschappen met invloeden vanuit het late impressionisme.  
Vanaf 1910 ging hij zich bezig houden met het maken van etsen waarmee zijn tweede grote belangstelling, de architectuur, in de rest van zijn artistieke leven een grote rol zou spelen. Hij maakte talloze etsen van bruggen, torens, kerken en markante gebouwen. Zeer waardevol zijn de etsen die hij maakte van de schilderachtige binnenstad van Nijmegen die door het bombardement van 1944 geheel in puin werd gelegd.  
Daarnaast experimenteerde hij met technieken zoals de aquatint, kleurets, droge naald, lithografie en linoleumsnede. Met name op het gebied van de kleurets was Lücker een pionier. Elders in Europa werd de kleurets regelmatig voor decoratieve doeleinden toegepast, maar in Nederland was er verzet tegen deze techniek. Een ets diende zwart-wit te zijn. Lücker bleef echter twintig jaar lang experimenteren met deze uiterst bewerkelijke procedure, waarbij voor elke afdruk opnieuw de gekleurde inkt op de plaat aangebracht moest worden, en de afdrukken precies op elkaar moesten passen. Hij maakte voornamelijk sfeertaferelen in deze techniek, landschappen en een enkel stadsgezicht, met in het begin voornamelijk monochrome aquatinten, later met meer kleuren. 
Vanaf 1918 ging Lücker reizen. De voorliefde voor architectuur werd nu duidelijk in de talrijke etsen die hij maakte van Franse kathedralen en de grote schilderijen van bruggen en stadsgezichten in Italië en Spanje. Zijn stijl veranderde, de schilderijen werden monumentaler, het kleurgebruik gematigder. Voor zijn grote etsen maakte hij ter plekke uitgebreide tekeningen die hij vervolgens thuis verwerkte op de koperen plaat. Ook maakte hij talloze tekeningen en kleurnotities voor de monumentale schilderijen die eveneens in het atelier thuis ontstonden. 
Museum Het Valkhof  te Nijmegen bezit de grootste collectie werken van Lücker. Deze collectie is digitaal toegankelijk op Collectie Gelderland

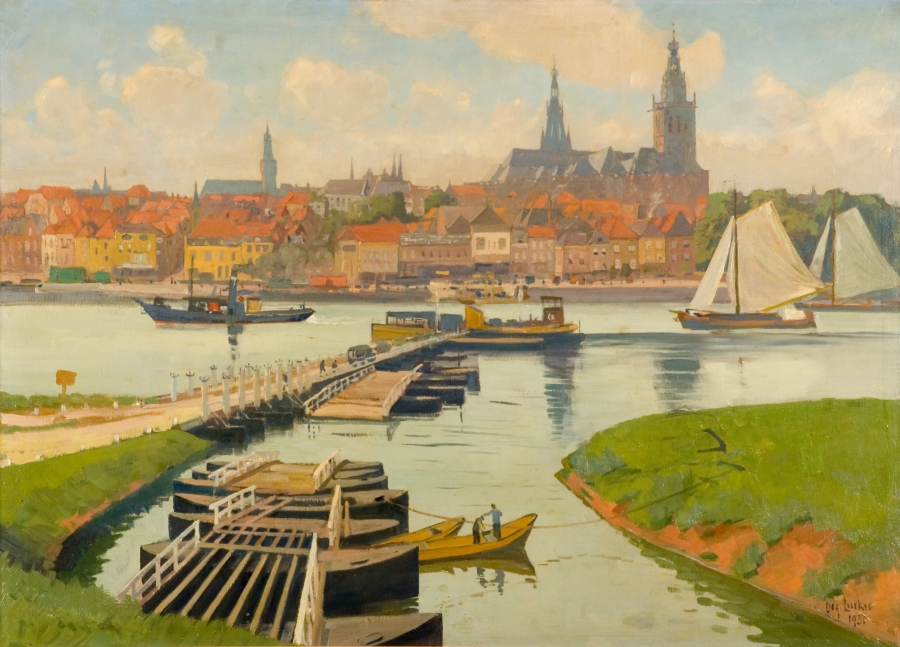
Gezicht op Nijmegen vanaf Lent
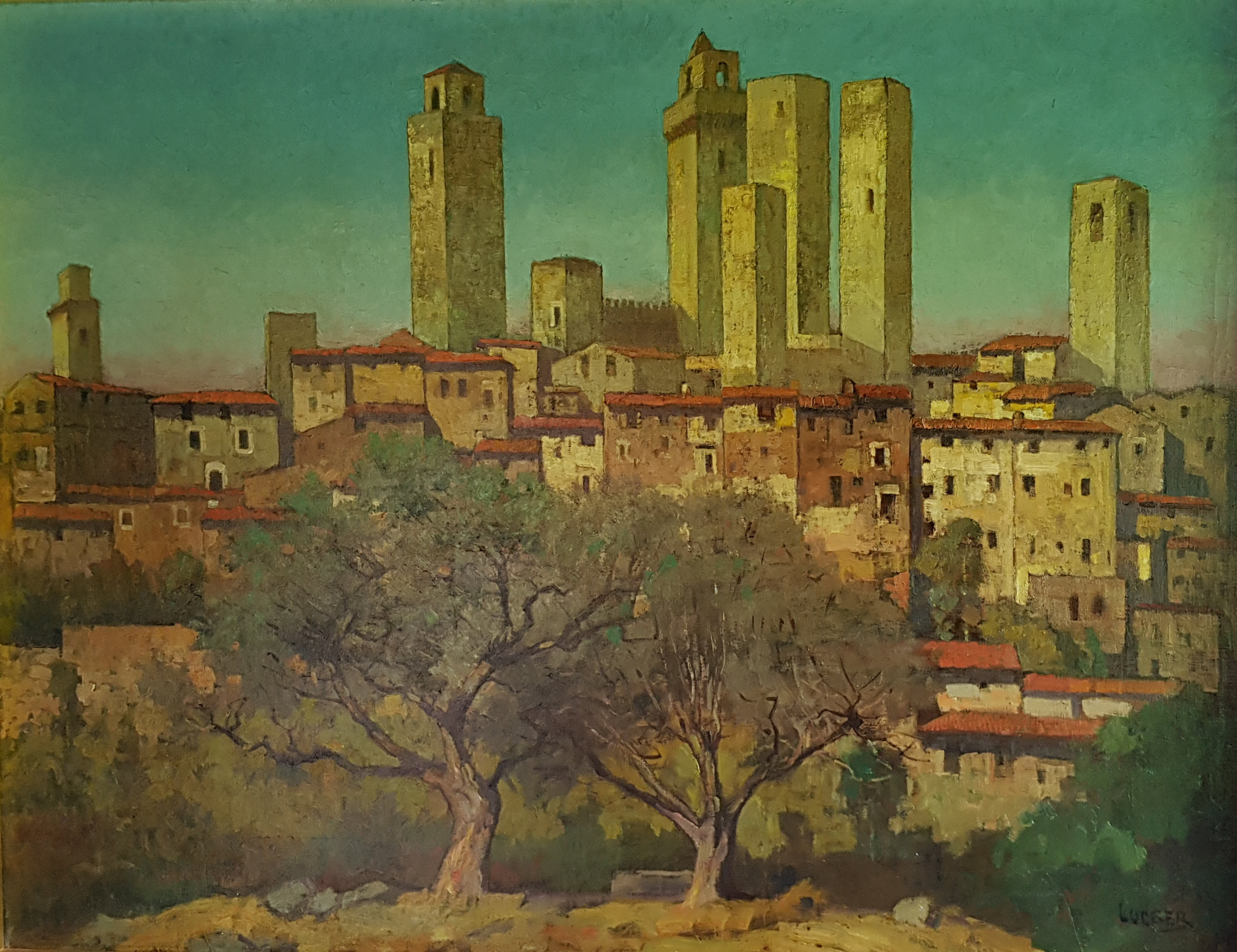
San Gimignano
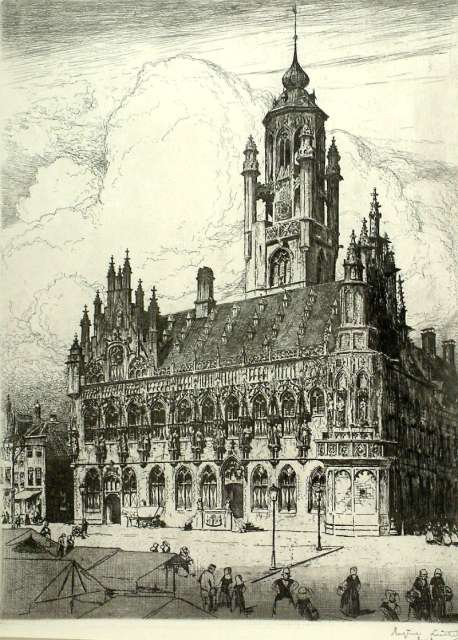
Stadhuis Middelburg
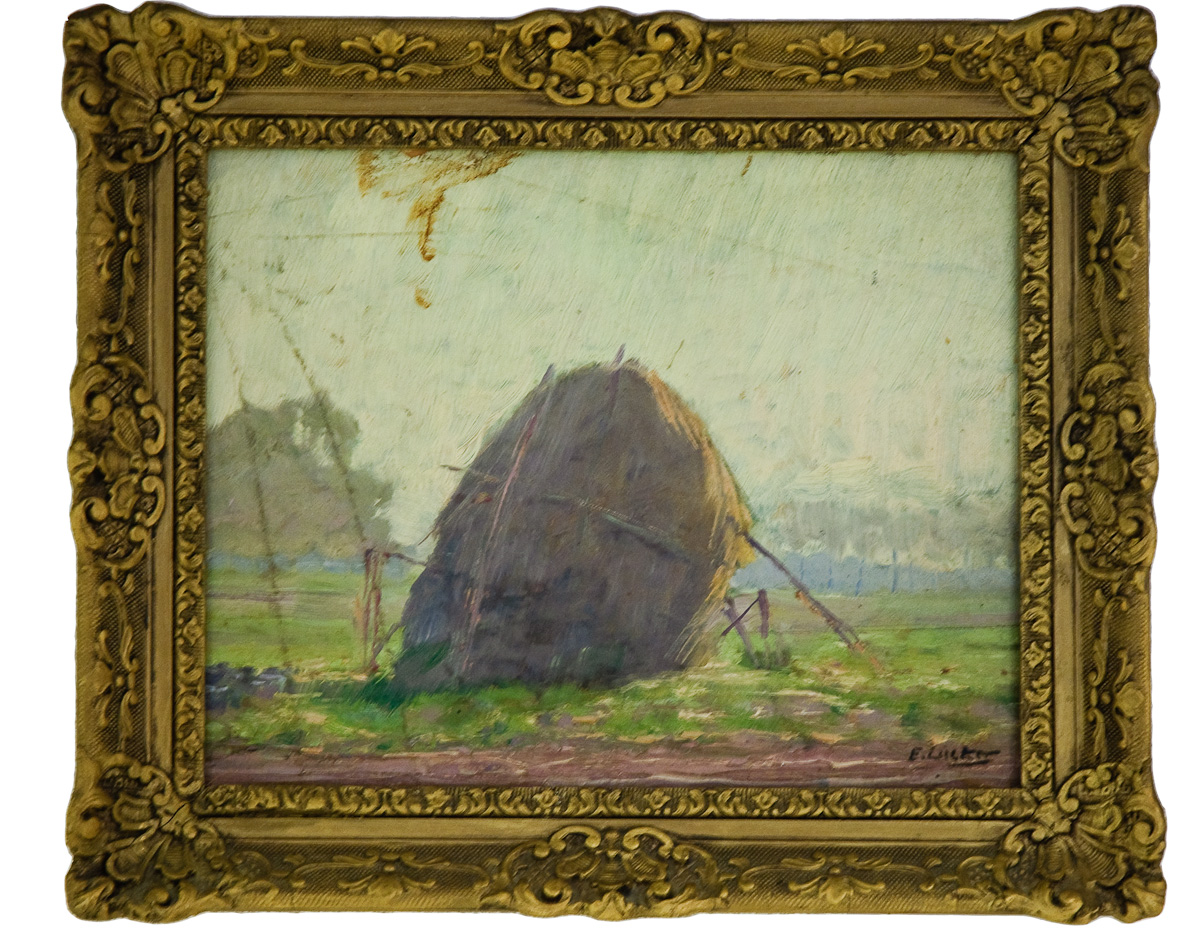
Hooimijt

## Wetenswaardigheden
- In 2007 werd er in Museum Het Valkhof een tentoonstelling van het werk van Lücker ingericht, onder de titel "De bomen van Lücker".